# 香山坑
香山坑，是台灣新竹市香山區的一個傳統地域名稱。

## 地理

### 區域

#### 地名由來
以其地位於香山地區的坑谷而得名。:578

#### 範圍
香山坑位於香山區東部。相較於今日行政區，其範圍大致包括東香里不含西北端、香村里不含西北端及東北端及西南部鹿子坑地區，另包括茄苳里茄苳國小附近地區。

#### 聚落
本地區發展較早的聚落有香山坑、韮菜坑、柑子溝（今柑林溝）等，在日治初期的官方地圖上已有記載。後來發展的主要新興聚落有隘口、獅頭、內獅等。

### 水文
本地區位於三姓公溪上游，北坑溪（含韮菜坑溪）、南坑溪流域範圍內。

## 歷史
台灣清治末期至日治前期，香山坑地區為一街庄，稱為「香山坑庄」，隸屬於竹北一堡。該庄北與牛埔庄為鄰，東與青草湖庄為鄰，南邊為寶斗仁庄、茄苳湖庄、海山罟庄，西邊為香山庄。
1901年（日治明治三十四年）11月，全台廢縣廳改設二十廳，該庄隸屬於新竹廳。1909年（明治四十二年）10月，合併二十廳為十二廳，該庄隸屬不變。1920年（大正九年），廢十二廳改設五州二廳，該庄改制為「香山坑」大字，隸屬於新竹州新竹郡香山庄。1941年（昭和十六年），香山庄廢庄併入新竹市。
戰後新竹市改制為省轄市，香山仍屬之，大字改制為里。1946年新竹市重劃為五個區，香山為其中一區。1950年新竹縣市合併後拆分為桃、竹、苗三縣，新竹市縮減轄區並降為新竹縣縣轄市，香山區拆出成為香山鄉，隸屬於新竹縣，本地區仍屬之，但里改制為村。1982年7月，新竹市再度升格為省轄市，香山鄉再度併入成為香山區，村再度改制為里。由於人口增加，本地區已拆分為兩個里。

## 交通
國道3號又稱「福爾摩沙高速公路」，是台灣西部第二條縱向高速公路，大致以東北東—西南西走向經過香山坑地區東南部凸出部分，並於縣道117號／茄苳景觀大道共線路段設有茄苳交流道，由此進入可快速前往台灣西部國道3號沿線各地，亦可往東（北上）至位於雙溪的新竹系統交流道轉接國道1號。
縣道117號是新豐埔和至香山內湖的道路，大致以東北—西南走向轉東南—西北走向再轉東北—西南走向蜿蜒經過本地區東部邊界地帶、東南部凸出部分、南部邊界地帶，向東北可前往青草湖、新竹市區、埔頂、六家等地，向西南可前往茄苳湖、鹽水港內湖並止於省道台1線路口。
茄苳景觀大道是客雅、牛埔交界地帶至國道3號茄苳交流道的道路，其南側端點位於本地區東南部凸出部分的東香東街北端。由此向北蜿蜒經過茄苳交流道、內獅、客雅大道路口後，於牛埔跨越台鐵縱貫線及省道台1線並止於客雅溪北岸的竹香北路路口。

## 設施

### 學校

#### 高等教育
- 元培醫事技術專科學校（1964年）→元培科學技術學院（1999年）→元培科技大學（2006年）→元培醫事科技大學（2014年）
- 中華工學院（1987年）→中華大學（1997年）
- 玄奘人文社會學院（1997年）→玄奘大學（2004年）

#### 初等教育
- 茄苳國民學校（1959年）→茄苳國民小學（1968年）